# Panorama Village
Panorama Village – miasto w Stanach Zjednoczonych, w stanie Teksas, w hrabstwie Montgomery.